# Apocephalus normenti
Apocephalus normenti är en tvåvingeart som beskrevs av Prado 1976. Apocephalus normenti ingår i släktet Apocephalus och familjen puckelflugor. Inga underarter finns listade i Catalogue of Life.